# Reijirō Tsumura
Reijirō Tsumura (jap. 津村 禮次郎, Tsumura Reijirō; * 1942) ist ein japanischer Nō-Schauspieler.
Tsumura studierte Volkswirtschaft an der Hitotsubashi-Universität und nahm daneben Schauspielunterricht bei Kimiko Tsumura. 1974 übernahm er die Leitung der Schauspielgruppe Ryokusenkai der Kanze-Nō-Schule. Seit 1979 organisiert und leitet er die jährliche Takigi-Nō-Veranstaltung in Koganei. Er trat international u. a. in Großbritannien, Belgien, Spanien, Singapur, Schweden, Norwegen, Dänemark and Indonesien auf. Neben traditionellen Nō-Schauspielen führt er auch neu Produktionen auf und arbeitet auch mit Operndarstellern und Balletttänzern zusammen. Als japanischer Kulturbotschafter bereiste er 2010 Russland und Ungarn. 2014 führte er Hakurakusei auf, ein Stück für Nō-Schauspieler, Ballett und Klavier nach einem Text von Niizawa Iwao.